# Kvishona
Kvishona (en georgiano: ქვიშონა; en abjasio: Қвишона) es una aldea que pertenece a la parcialmente reconocida República de Abjasia, dentro del distrito de Gali, aunque de iure es parte del municipio de Gali de la República Autónoma de Abjasia de Georgia.

## Geografía
Kvishona está en la orilla derecha del río Inguri, a 35 km de Gali. 